# Taylor (canção)
"Taylor" é uma canção do músico norte-americano Jack Johnson. Foi lançado como terceiro single do álbum On and On. O ator Ben Stiller aparece numa versão estendida do video clipe desta canção. 

## Paradas de sucesso
| Paradas                                            | Melhor posição |
| -------------------------------------------------- | -------------- |
| Austrália (ARIA)                                   | 27             |
| Nova Zelândia (Recorded Music NZ)                  | 33             |
| Estados Unidos (Billboard Adult Alternative Songs) | 5              |